# Chakotay
Chakotay a Star Trek: Voyager című amerikai tudományos-fantasztikus televíziós sorozat egyik szereplője, a USS Voyager űrhajó parancsnoka. Robert Beltran alakítja.

## Áttekintés
Chakotayt az apja, Kolopak, indián őseihez hasonlóan szigorú szellemi és kulturális hagyományok szerint nevelte, de ő gyakran fellázadt e nevelési módszer ellen. Emiatt már nagyon fiatalon álmodott a Csillagflottáról, aminek Akadémiájára Hikaru Sulu támogatásával, 15 évesen sikerült bejutnia, és négy év múlva sikeresen el is végezte azt. Ezek után a karrierje remekül és hibátlanul alakult, parancsnokhelyettesi rangot ért el.
Amikor azonban a Föderáció és Kardassziai Birodalom megkötötte azt a szerződését, aminek következtében Chakotay otthonát is a Demilitarizált Zónából a kardassziaiakhoz csatolták, lemondott rangjáról és beállt a Maquisba, hogy megvédje a saját szülőbolygóját. A gerillaharcok során ismerte meg a félig-klingon B’Elanna Torrest, aki főmérnöke lett, valamint a Seskát, akiről csak később derült ki, hogy kardassziai kém. 
Egy alkalommal, amikor egy kardassziai hadihajó megtámadta a hajóját, a Vadvidékre menekültek, ahonnan viszont a Gondviselő nevű idegen életforma a Delta kvadráns ragadta el őket. Hamarosan a USS Voyager is megérkezett utánuk, így a Maquis hajó pusztulása után a két hajó legénysége egyesült, és Chakotayből a Voyager parancsnokhelyettese lett. Ez nem volt könnyű választás számára, de más esélye nem maradt, hogy hazajuttassa a legénységét. Emiatt a Voyageren eltöltött első évben Chakotay harcban állt mind a saját, ex-Maquis embereivel, mind Kathryn Janeway kapitánnyal.
Chakotay a későbbiekben sem habozott közölni ellenvetéseit Janeway néhány tervével kapcsolatban. Számára a kapitány ragaszkodása az Elsődleges irányelvhez, a Borggal való szövetség, és egyéb különböző ötletek túl veszélyesnek tűntek. Mindent megtett, hogy a legjobbat nyújtsa mint parancsnok, de néha Tuvokhoz fordult tanácsért. A kapitánnyal végül egész közeli barátokká váltak, amikor egy betegség miatt az egyik bolygón maradtak ketten, azzal az eshetőséggel, hogy egész életüket együtt kell leélniük. A Voyager legénységének sikerült gyógymódot találniuk a betegségükre, így visszatérhettek a hajóra, és utána már jobban megértették egymást.
Seska, korábbi Maquis társa jelentős problémát okozott, mikor az ellenséges kazonokat vezette a Voyager ellen, és sakkban tartotta, azzal hogy születendő gyermekének ő az apja. Ez tévesnek bizonyult, de az igazság kiderítése közben majdnem véget ért a Voyager utazása.
A viszontagságos út során erős érzelmi szálak kezdtek kialakulni Hét Kilencedhez, a volt Borg dolgozóhoz. Egy alternatív jövőben össze is házasodtak, azonban Hetes még a hazaérkezés előtt meghalt, és nem sokkal később Chakotay is követte. Egy másik változatban viszont miután visszatértek a Földre, a Csillagflotta Akadémia tanára válik belőle, és különböző világokba vezet antropológiai kutatásokat, lévén, hogy ő maga is eredetileg antropológus (Tsunkatse).
Chakotay nemcsak a Csillagflotta és a volt Maquis csapattagok között vált közvetítővé, hanem gyakran fordultak hozzá tanácsért a fiatal tisztek is. Janeway akciói által visszanyerte hitét a Csillagflotta eszméiben és szabályaiban – megbékül a Föderációs politikával, mely közvetve apja halálát okozta.